# Distrito de Huaraz
El distrito de Huaraz es uno de los doce distritos de la provincia de Huaraz, ubicado en el departamento de Ancash, en el Perú.  Limita por el norte con el distrito de Independencia; por el este con la provincia de Huari; por el sur con el distrito de Olleros, la provincia de Recuay y la provincia de Aija; por el oeste con el distrito de La Libertad y el distrito de Pira.

## Historia
El distrito fue creado en la época de la república, primero por Decreto Supremo del 23 de enero de 1866, con el nombre de Restauración; después con el nombre de Huaraz, cuando por Decreto Ley N.º 25852, publicado el 21 de noviembre de 1992, se da fuerza de ley a la creación dentro de la provincia de Huaraz de los distritos de Independencia y de Restauración, se define que el distrito de Restauración pasa a denominarse distrito de Huaraz, teniendo por capital al Núcleo Urbano Huaraz, y se establece los límites de ambos distritos, de modo que el límite entre ellos se modifica, pasando a ser el río Quillcay, entre los Núcleos Urbanos Huaraz y Centenario, conformantes de la ciudad de Huaraz, en vez de la línea formada por los desaparecidos jirones Luzuriaga y Sucre en el Núcleo Urbano Huaraz.[cita requerida] Por tanto, la ciudad de Huaraz actualmente se sigue hallando dentro de los distritos de Huaraz e Independencia.
En partes de este distrito y del de Independencia se asienta la ciudad de Huaraz, capital de la provincia de Huaraz y del departamento de Ancash.

## Turismo
- Museo arqueológico de Áncash "Augusto Soriano Infante": Es uno de los primeros museos regionales del país. Está constituido en cuatro salas ubicadas en tres niveles, en las que se exponen de forma secuencial bienes culturales de cerámica, textiles, líticos, metales, materiales orgánicos y óseos de los años 10 500 a 700 a. C., alternados con maquetas y dioramas. Junto al museo se encuentra el parque lítico más grande de América, denominado así por presentar alrededor de 120 monolitos, dinteles, cabezas clavas y otras piezas líticas pertenecientes a la cultura Recuay.
- Laguna Willcacocha

## Geografía
Tiene una superficie de 432,99 km² y una población estimada mayor a 52 000 habitantes. Parte de su superficie es ocupada por la ciudad de Huaraz, capital de la provincia de Huaraz y del departamento de Áncash.

## Autoridades

### Municipales
- 2011 - 2014[1]
  - Alcalde: Vladimir Antonio Meza Villarreal, del Movimiento Independiente Nueva Esperanza Regional Ancashina Nueva Era (Nueva ERA).
  - Regidores: Edwin Johny Soto Espinoza (Nueva ERA), John Freddy Neciosup Lozada (Nueva ERA), Demetria María Tinoco Minaya (Nueva ERA), Juan Luis Chávez Bustamante (Nueva ERA), Santa Soledad Huamán Ramírez (Nueva ERA), Gaby Alida Cruz Huánuco (Nueva ERA), Carlos Manuel Gamarra Romero (Nueva ERA), Luis Enrique Natividad Cerna (Nueva ERA), José Raúl Sotelo Castillo (Reconstruyamos Ancash), Roberto Contreras Salcedo (Acción Nacionalista Peruano), Bonifacio Nicanor Sánchez Tolentino (Corazón Huaracino).

### Religiosas
- Obispo de Huaraz: Mons. José Eduardo Velásquez Tarazona (2004 - )

## Festividades
- Semana Santa
- Señor de la Soledad